# KylieX2008
Tournées par Kylie Minogue
Showgirl : The Homecoming Tour
(2006-2007) For You, For Me
(2009)

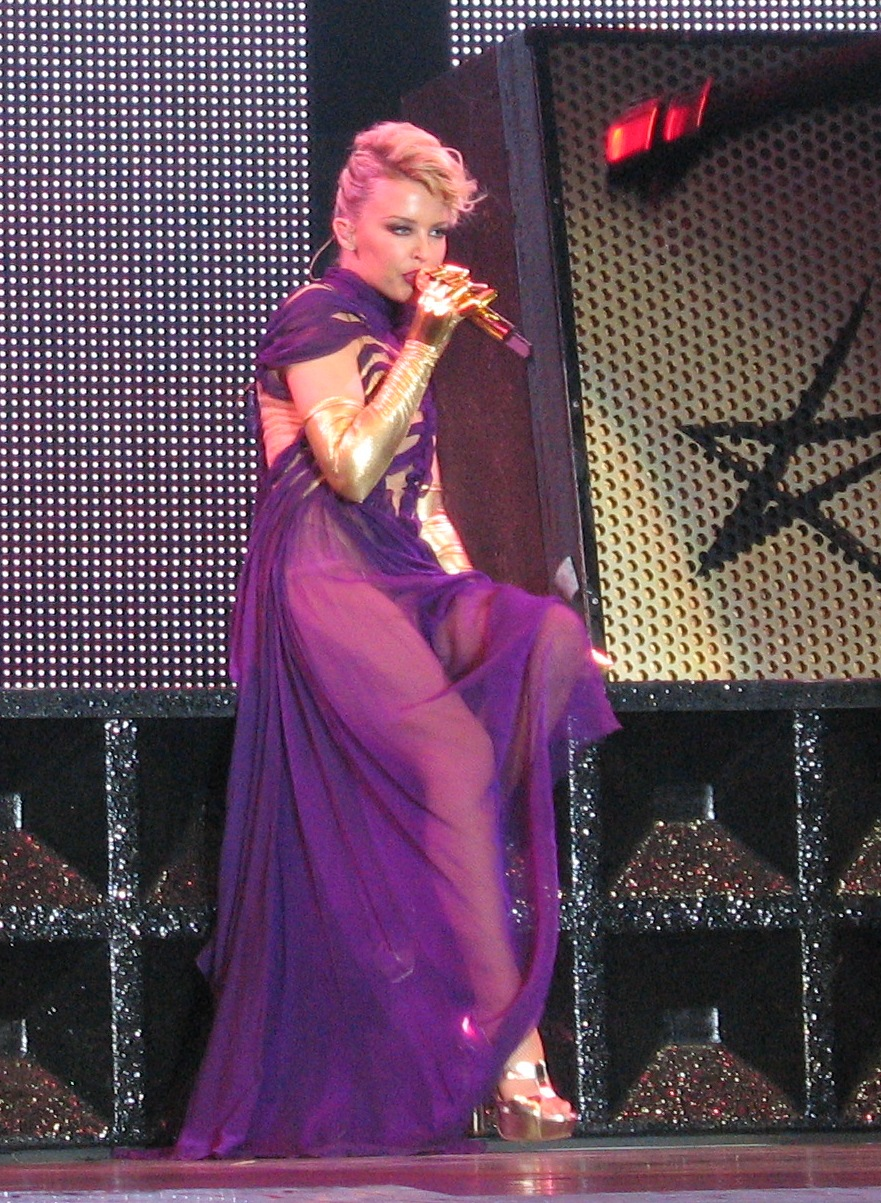
Kylie Minogue à Sofia.

Le KylieX2008 est la dixième tournée de la chanteuse australienne Kylie Minogue, effectuée entre 2008 et 2009, faisant la promotion de son dixième album X. Le concert a débuté le 6 mai 2008 au Palais omnisports de Paris-Bercy et s'est terminée le 6 juin 2009 à Skanderborg, au Danemark. Cette tournée est passée par l'Europe, l'Amérique du Sud, l'Asie, l'Océanie et l'Afrique, générant 96 millions de dollars.
Le concert est divisé en huit tableaux : Xlectro Static, Cheer Squad, Beach Party, Xposed, Naughty Manga Girl, Starry Nights, Black Versus White et Encore. Les costumes sont l'œuvre du couturier français Jean Paul Gaultier. Les chansons interprétés sont principalement axés sur l'album X mais Minogue interprète également d'autres de ces grands tubes comme Can't Get You Out Of My Head, On A Night Like This ou encore Spinning Aroud et I Should Be So Lucky. 
Ce concert reçoit de très bonnes critiques de la part de la presse international, appelant ce concert l'un des meilleures de la chanteuse.

## Setlist
Act 1 : Xlectro Static
- Spearkerphone
- Can't Get You Out Of My Head (Greg Kurstin Mix) (contient des éléments de Boombox)
- Ruffle My Feathers
- In Your Eyes

Act 2 : Cheer Squad
- Heart Beat Rock
- Wow
- Shocked (DNA Remix)
- Act 3 : Beach Party
- Love Boat (contient des éléments de The Love Boat Theme)
- Copacabana
- Spinning Around (contient des éléments de Got to be Real)

Act 4 : Xposed
- Like A Drug
- Slow (contient des éléments de Free)
- 2 Hearts

Act 5 : Naughty Manga Girl
- Sometime Samurai (contient des éléments de German Bold Italic) (Video Interlude)
- Come Into My World (Fischerspooner Mix) (contient des éléments de Finer Feelings et Dreams)
- Nu-di-ty
- Sensitized

Act 6 : Starry Nights
- Flower
- I Believe In You (Ballad)

Act 7 : Black Versus White
- On A Night Like This
- Your Disco Needs You
- Kids
- Step Back In Time
- In My Arms

Encore
- No More Rain
- The One (Freemasons Vocal Club Edit)
- Love At First Sight (Ruff et Jam U.S. Remix)
- I Should Be So Lucky

## Dates de la tournée
| Date                      | Ville                 | Pays                | Lieu                                | Affluence               | Revenu       |
| ------------------------- | --------------------- | ------------------- | ----------------------------------- | ----------------------- | ------------ |
| Étape 1 - Europe          |                       |                     |                                     |                         |              |
| 6 mai 2008                | Paris                 | France              | Palais omnisports de Paris-Bercy    | 17,008 / 17,008         | 1 001 035 $  |
| 7 mai 2008                | Anvers                | Belgique            | Sportpaleis                         | 15,613 / 15,719         | 996 383 $    |
| 9 mai 2008                | Stuttgart             | Allemagne           | Hanns-Martin-Schleyer-Halle         | –                       | –            |
| 10 mai 2008               | Francfort-sur-le-Main | Allemagne           | Festhalle                           | –                       | –            |
| 12 mai 2008               | Prague                | République tchèque  | O2 Arena                            | 17,853 / 17,853         | 877 906 $    |
| 14 mai 2008               | Vienne                | Autriche            | Wiener Stadthalle                   | –                       | –            |
| 15 mai 2008               | Budapest              | Hongrie             | László Papp Budapest Sportaréna     | –                       | –            |
| 17 mai 2008               | Bucarest              | Roumanie            | Stadionul Cotroceni                 | –                       | –            |
| 18 mai 2008               | Sofia                 | Bulgarie            | Lokomotiv Stadium                   | –                       | –            |
| 20 mai 2008               | Istanbul              | Turquie             | Turkcell Kuruçeşme Arena            | –                       | –            |
| 22 mai 2008               | Athènes               | Grèce               | Terra Vibe Park                     | –                       | –            |
| 25 mai 2008               | Zurich                | Suisse              | Hallenstadion                       | –                       | –            |
| 27 mai 2008               | Cologne               | Allemagne           | Kölnarena                           | –                       | –            |
| 29 mai 2008               | Munich                | Allemagne           | Olympiahalle                        | –                       | –            |
| 30 mai 2008               | Genève                | Suisse              | Arena de Genève                     | –                       | –            |
| 1er juin 2008             | Lyon                  | France              | Halle Tony-Garnier                  | –                       | –            |
| 3 juin 2008               | Madrid                | Espagne             | Palacio de Deportes                 | –                       | –            |
| 5 juin 2008               | Esch-sur-Alzette      | Luxembourg          | Rockhal                             | –                       | –            |
| 7 juin 2008               | Hambourg              | Allemagne           | Color Line Arena                    | –                       | –            |
| 8 juin 2008               | Copenhague            | Danemark            | Forum Copenhagen                    | –                       | –            |
| 10 juin 2008              | Oslo                  | Norvège             | Oslo Spektrum                       | –                       | –            |
| 11 juin 2008              | Stockholm             | Suède               | Stockholm Globe Arena               | –                       | –            |
| 13 juin 2008              | Helsinki              | Finlande            | Hartwall Areena                     | –                       | –            |
| 16 juin 2008              | Moscou                | Russie              | Olimpiyskiy                         | 15,900 / 15,900         | 904 472 $    |
| 18 juin 2008              | Saint-Pétersbourg     | Russie              | Ice Palace                          | –                       | –            |
| 20 juin 2008              | Riga                  | Lettonie            | Riga Arena                          | –                       | –            |
| 22 juin 2008              | Berlin                | Allemagne           | Velodrom                            | –                       | –            |
| 23 juin 2008              | Rotterdam             | Pays-Bas            | Sportpaleis van Ahoy                | –                       | –            |
| 26 juin 2008              | Belfast               | Irlande du Nord     | Odyssey Arena                       | 37,536 / 37,536         | 3 549 422 $  |
| 27 juin 2008              | Belfast               | Irlande du Nord     | Odyssey Arena                       | 37,536 / 37,536         | 3 549 422 $  |
| 29 juin 2008              | Belfast               | Irlande du Nord     | Odyssey Arena                       | 37,536 / 37,536         | 3 549 422 $  |
| 30 juin 2008              | Belfast               | Irlande du Nord     | Odyssey Arena                       | 37,536 / 37,536         | 3 549 422 $  |
| 5 juillet 2008            | Glasgow               | Écosse              | SECC Concert Hall 4                 | 31,080 / 31,080         | 2 980 262 $  |
| 6 juillet 2008            | Glasgow               | Écosse              | SECC Concert Hall 4                 | 31,080 / 31,080         | 2 980 262 $  |
| 8 juillet 2008            | Glasgow               | Écosse              | SECC Concert Hall 4                 | 31,080 / 31,080         | 2 980 262 $  |
| 9 juillet 2008            | Glasgow               | Écosse              | SECC Concert Hall 4                 | 31,080 / 31,080         | 2 980 262 $  |
| 11 juillet 2008           | Manchester            | Angleterre          | Manchester Evening News Arena       | 75,972 / 75,972         | 3 116 320 $  |
| 12 juillet 2008           | Manchester            | Angleterre          | Manchester Evening News Arena       | 75,972 / 75,972         | 3 116 320 $  |
| 14 juillet 2008           | Manchester            | Angleterre          | Manchester Evening News Arena       | 75,972 / 75,972         | 3 116 320 $  |
| 15 juillet 2008           | Manchester            | Angleterre          | Manchester Evening News Arena       | 75,972 / 75,972         | 3 116 320 $  |
| 17 juillet 2008           | Manchester            | Angleterre          | Manchester Evening News Arena       | 75,972 / 75,972         | 3 116 320 $  |
| 18 juillet 2008           | Manchester            | Angleterre          | Manchester Evening News Arena       | 75,972 / 75,972         | 3 116 320 $  |
| 20 juillet 2008           | Newcastle             | Angleterre          | Metro Radio Arena                   | 35,812 / 35,812         | 3 116 320 $  |
| 21 juillet 2008           | Newcastle             | Angleterre          | Metro Radio Arena                   | 35,812 / 35,812         | 3 116 320 $  |
| 23 juillet 2008           | Newcastle             | Angleterre          | Metro Radio Arena                   | 35,812 / 35,812         | 3 116 320 $  |
| 24 juillet 2008           | Newcastle             | Angleterre          | Metro Radio Arena                   | 35,812 / 35,812         | 3 116 320 $  |
| 26 juillet 2008           | Londres               | Angleterre          | The O2 Arena                        | 116,375 / 116,375       | 9 881 561 $  |
| 27 juillet 2008           | Londres               | Angleterre          | The O2 Arena                        | 116,375 / 116,375       | 9 881 561 $  |
| 29 juillet 2008           | Londres               | Angleterre          | The O2 Arena                        | 116,375 / 116,375       | 9 881 561 $  |
| 30 juillet 2008           | Londres               | Angleterre          | The O2 Arena                        | 116,375 / 116,375       | 9 881 561 $  |
| 1er août 2008             | Londres               | Angleterre          | The O2 Arena                        | 116,375 / 116,375       | 9 881 561 $  |
| 2 août 2008               | Londres               | Angleterre          | The O2 Arena                        | 116,375 / 116,375       | 9 881 561 $  |
| 4 août 2008               | Londres               | Angleterre          | The O2 Arena                        | 116,375 / 116,375       | 9 881 561 $  |
| Étape 2 - Ámerique du Sud |                       |                     |                                     |                         |              |
| 1er novembre 2008         | Bogota                | Colombie            | Parque Jaime Duque                  | 6,023 / 7,870           | 416 544 $    |
| 4 novembre 2008           | Caracas               | Venezuela           | Poliedro de Caracas                 | 4,500 / 7,500           | 814 912 $    |
| 6 novembre 2008           | Lima                  | Pérou               | Explanada del Monumental            | –                       | –            |
| 8 novembre 2008           | São Paulo             | Brésil              | Credicard Hall                      | 5,082 / 6,938           | 258 062 $    |
| 13 novembre 2008          | Santiago              | Chili               | Pista Átletica del Estadio Nacional | –                       | –            |
| 15 novembre 2008          | Buenos Aires          | Argentine           | Estadio G.E.B.A.                    | –                       | –            |
| Étape 3 - Asie            |                       |                     |                                     |                         |              |
| 21 novembre 2008          | Dubaï                 | Émirats arabes unis | Dubai Festival City Concert Area    | –                       | –            |
| 23 novembre 2008          | Bangkok               | Thaïlande           | Impact Arena                        | –                       | –            |
| 25 novembre 2008          | Kallang               | Singapour           | Singapore Indoor Stadium            | 7,259 / 10,599          | 1 043 518 $  |
| 27 novembre 2008          | Chek Lap Kok          | Hong Kong           | AsiaWorld-Arena                     | 8,798 / 10,598          | 1 070 819 $  |
| 29 novembre 2008          | Shanghai              | Chine               | Stade de Hongkou                    | –                       | –            |
| 1er décembre 2008         | Pékin                 | Chine               | Palais des sports des Ouvriers      | –                       | –            |
| 4 décembre 2008           | Taipei                | Taïwan              | Zhongshan Soccer Stadium            | –                       | –            |
| Étape 4 - Océanie         |                       |                     |                                     |                         |              |
| 8 décembre 2008           | Auckland              | Nouvelle-Zélande    | Vector Arena                        | 19,800 / 19,800         | 1 187 399 $  |
| 9 décembre 2008           | Auckland              | Nouvelle-Zélande    | Vector Arena                        | 19,800 / 19,800         | 1 187 399 $  |
| 14 décembre 2008          | Sydney                | Australie           | Acer Arena                          | 51,462 / 51,462         | 4 194 452 $  |
| 16 décembre 2008          | Sydney                | Australie           | Acer Arena                          | 51,462 / 51,462         | 4 194 452 $  |
| 17 décembre 2008          | Sydney                | Australie           | Acer Arena                          | 51,462 / 51,462         | 4 194 452 $  |
| 19 décembre 2008          | Melbourne             | Australie           | Rod Laver Arena                     | 36,000 / 36,000         | 2 639 839 $  |
| 20 décembre 2008          | Melbourne             | Australie           | Rod Laver Arena                     | 36,000 / 36,000         | 2 639 839 $  |
| 22 décembre 2008          | Melbourne             | Australie           | Rod Laver Arena                     | 36,000 / 36,000         | 2 639 839 $  |
| Étape 5 - Europe          |                       |                     |                                     |                         |              |
| 2 mai 2009                | Ischgl                | Autriche            | Silvretta Arena                     | –                       | –            |
| Étape 6 - Afrique         |                       |                     |                                     |                         |              |
| 15 mai 2009               | Rabat                 | Maroc               | OLM Soussi                          | –                       | –            |
| Étape 7 - Europe          |                       |                     |                                     |                         |              |
| 4 juin 2009               | Gdańsk                | Pologne             | Chantiers navals de Gdańsk          | –                       | –            |
| 2 juillet 2009            | Madrid                | Espagne             | Plaza de Toros de Las Ventas        | –                       | –            |
| 4 juillet 2009            | Lisbonne              | Portugal            | Pavilhão Atlântico                  | –                       | –            |
| 6 août 2009               | Skanderborg           | Danemark            | Smukfest                            | –                       | –            |
| TOTAL,                    | TOTAL,                | TOTAL,              | TOTAL,                              | 502,073 / 514,022 (98%) | 42 201 059 $ |